# Starbyte
Starbyte war ein deutscher Hersteller und Publisher von Computerspielen. Von 1988 bis 1997 veröffentlichte er eine Reihe von Titeln, von denen heute einige als Klassiker gelten.

## Geschichte
Starbyte wurde 1988 von Jürgen Kraft gegründet. Markenzeichen waren Wirtschaftssimulationen, Adventures, Rollenspiele und Rätselspiele aus deutscher Produktion wie „Winzer“, „Invest“, „Rings of Medusa“ und „Dime City“. Die Firma entwickelte viele Titel selbst, arbeitete aber auch als Publisher mit externen Programmierern und mit Studios wie Attic zusammen. Das Unternehmen konzentrierte sich auf PC und Amiga als Plattform; viele Spiele wurden auch für den Atari ST und den Commodore 64 umgesetzt. Ab 1991 entwickelte Starbyte Spiele für Commodores erfolgloses CDTV, einen Amiga 500 im Gehäuse eines CD-Spielers.
1992 musste die Starbyte Software GmbH Insolvenz anmelden; angekündigte Spiele wie „Warriors of Darkness“ für das CDTV und „Rolling Ronny 2“ erschienen nicht mehr. Während der bisherige Gesellschafter Markus Scheer ausstieg, um die Firmen Art Department und Greenwood Entertainment zu gründen, formierte sich das Unternehmen als Starbyte Software ohne den Zusatz GmbH unter der Leitung des Ehepaars Jürgen und Brigitte Kraft neu. 1997 erschien noch mit dreijähriger Verspätung das Adventure „Bazooka Sue“ – das letzte Spiel von Starbyte.

## Spiele
- 1988 Mini Golf Plus
- 1988 Tischtennis Simulator
- 1989 Xorron 2001
- 1989 Leonardo
- 1989 Soccer Manager Plus
- 1989 Clown-o-Mania
- 1990 Rings of Medusa
- 1990 Tie Break
- 1990 Logo
- 1990 Invest
- 1990 Sarakon
- 1990 Lords of Doom
- 1990 Transworld
- 1991 Crime Time
- 1991 Crown
- 1991 Spirit of Adventure
- 1991 Rolling Ronny
- 1991 Rings of Medusa II: The Return of Medusa
- 1991 Winzer
- 1991 Starbyte Super Soccer
- 1992 Black Gold
- 1992 Soul Crystal
- 1992 Corx – Rebel Racers
- 1992 Space Max
- 1992 Scenario
- 1993 Fly Harder
- 1993 Traps'n'Treasures
- 1993 Hannibal
- 1994 Quarter Pole
- 1994 Big Sea
- 1994 Rings of Medusa Gold
- 1995 Kingdoms of Germany
- 1995 Hollywood Pictures
- 1995 Dime City
- 1997 Bazooka Sue